# Carlos Camus
Carlos Marcio Camus Larenas (Valparaíso, 16 de octubre de 2008 - Santiago, 16 de marzo de 2014) fue un sacerdote, teólogo y obispo chileno.

## Primeros años de vida
Fue hijo de Carlos Camus Gómez y de Isaura Larenas Romo. Del clero de Valparaíso. Egresado de Ingeniería Química de la Universidad Católica de Valparaíso. Fue presidente de la Federación de Estudiantes de la Universidad Católica de Valparaíso en 1950. Estudió en el Seminario de Santiago y en la Facultad de Teología de la Pontificia Universidad Católica de Chile. Bachiller en Filosofía. Licenciado en Teología.

## Vida religiosa
Ordenado sacerdote en Valparaíso el 21 de septiembre de 1957 por Mons. Rafael Lira Infante, obispo de Valparaíso. Párroco en Peñablanca, Quilpué, Población Achupallas (Viña del Mar) y La Matriz, en Valparaíso. Asesor de la Juventud Obrera Católica y de la Acción Católica Rural.

### Obispo
S.S. Pablo VI lo eligió Obispo de Copiapó el 31 de enero de 1968. Consagrado en la Parroquia Matriz de Valparaíso el 3 de marzo de 1968 por Mons. Emilio Tagle Covarrubias, Arzobispo-Obispo de Valparaíso. Co-consagrantes principales: Mons. José Manuel Santos, Obispo de Valdivia y Mons. Carlos González, Obispo de Talca. Su lema episcopal es: "La victoria que vence al mundo es nuestra Fe". Tomó posesión de su diócesis en marzo de 1968.
Sucedió a Mons. Juan Francisco Fresno, promovido a La Serena, en 1967.
Fue Secretario General de la Conferencia Episcopal de Chile 1974-1976. En Copiapó fue designado Administrador Apostólico sede plena Mons. Fernando Ariztía, Obispo tit. de Timici, en 1975.
El Papa Pablo VI lo trasladó a Linares el 14 de diciembre de 1976. Sucedió a Mons. Augusto Salinas, quien había renunciado por razón de edad. En Copiapó lo sucedió Mons. Fernando Ariztía. Tomó posesión por procurador en enero de 1977 y personalmente el 17 de abril de ese mismo año. En 2003 presentó su renuncia al papa Juan Pablo II,  por razones de edad.
Desempeñó diversos cargos en la Conferencia Episcopal y en el CELAM. Hizo la Visita ad limina en 1979, 1984, 1989 y 1994. Celebró el II Sínodo diocesano de Linares en 1980.

## Fallecimiento
Monseñor Camus había sido internado hace algunas semanas en el hospital clínico de la UC a consecuencia de afecciones propias de su edad, y su condición era grave. 
El cuerpo de Mons. Camus fue velado durante las primeras horas del lunes en la parroquia Italia (av. Bustamante 180, Providencia). A las 12:30, concurrió al lugar el cardenal Ricardo Ezzati, arzobispo de Santiago y presidente de la Conferencia Episcopal de Chile, quien ofició un responso, acompañado de los cardenales Francisco Javier Errázuriz y Jorge Medina.
Posteriormente, a las 13:00 se ofició una misa por el eterno descanso de su alma en la parroquia Italiana, av. Bustamante 180, Providencia. Esta eucaristía fue presidida por Mons. Manuel Camilo Vial, obispo emérito de Temuco.
El cuerpo de monseñor Carlos Camus fue llevado ese lunes a la catedral de Linares, donde se efectuó su velatorio. La misa de exequias se ofició el miércoles 19, día en que la Iglesia celebra a san José, a las 16:00, en la catedral.